# Sidi Rahal Chatai
Sidi Rahal Chatai (en àrab سيدي رحال, Sīdī Raḥḥāl; en amazic ⵙⵉⴷⵉ ⵕⵃⵃⴰⵍ) és un municipi de la província de Berrechid, a la regió de Casablanca-Settat, al Marroc. Segons el cens de 2014 tenia una població total de 20.628 persones.